# Kazuyoshi Ishii
Kazuyoshi Ishii (石井和義, né le 10 juin 1953 à Uwajima, Ehime) est un maître japonais de Karaté Seidokan et le fondateur de la plus importante organisation mondiale de kick boxing japonais, le K-1.
Notoirement lié à la pègre japonaise, il est condamné en 2004 à 22 mois de prison pour fraude fiscale.

## Biographie
Il fonde l'école de karaté de Seidokan à Osaka où il enseigne les arts martiaux, il organisera en 1982 son premier tournoi de karaté à Osaka.
Les élèves de son école quelques années plus tard remportent des titres nationaux au Japon, permettant à Kazuyoshi d'acquérir une solide réputation.
En 1993, il décide d'organiser un tournoi en révolutionnant les règles, désireux de voir s'affronter les combattants de karaté et de kickboxing. Ce tournoi sera le premier K-1 Grand Prix, organisé à Tokyo et remporté par le croate Branko Cikatić.
En 2018, il écrit, avec l'aide de professionnels, un manga fantastique nommé Doll-Kara.